# Alpská vyhlídka (Lipno nad Vltavou)

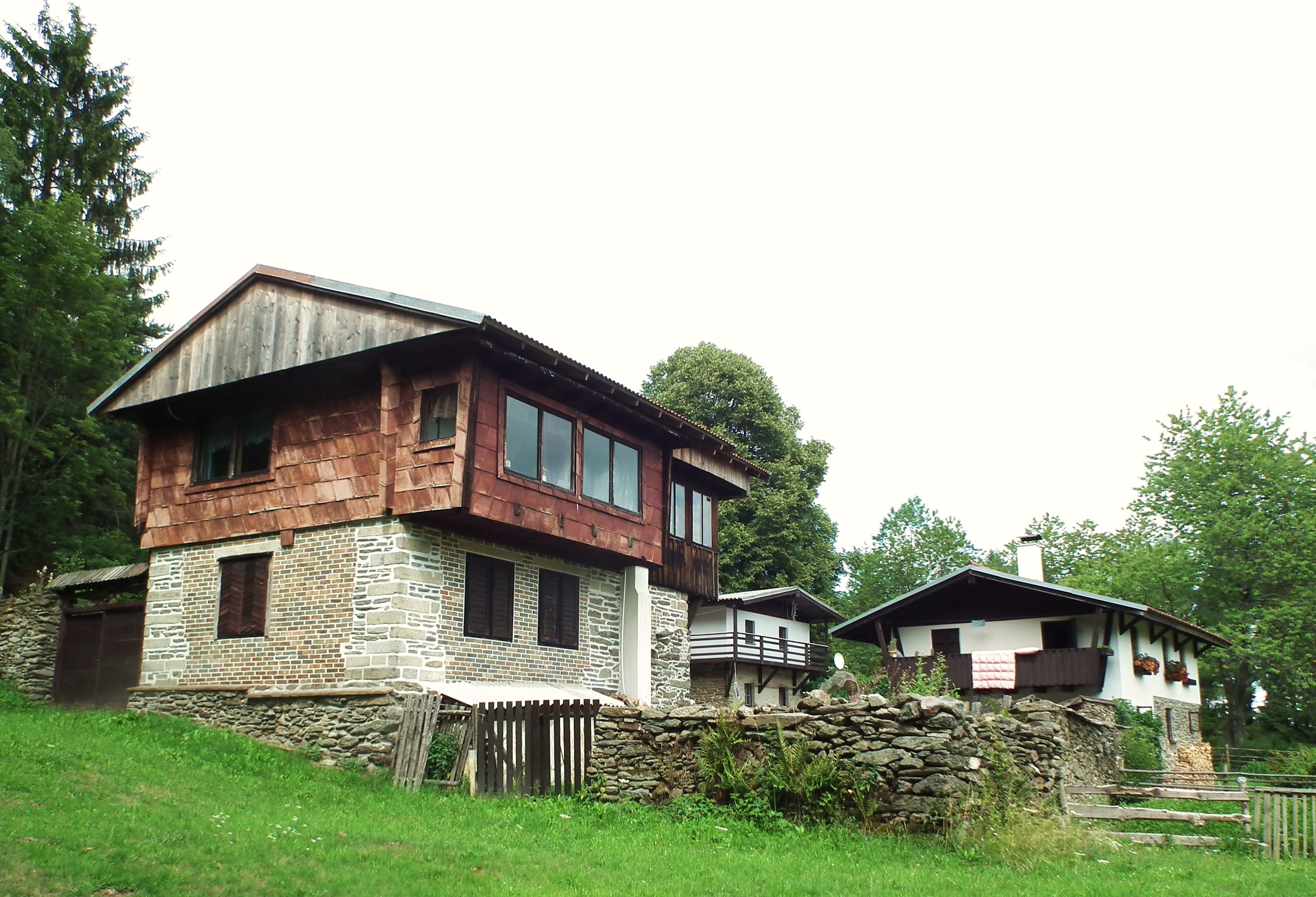
Chata "Orlí Hnízdo" i widok na polanę

Alpská vyhlídka – polana widokowa znajdująca się na Szumawie w Czechach, w masywie szczytu Kaliště (993 m n.p.m.), nieco poniżej koty 987 m n.p.m., nad miejscowością wypoczynkową Lipno nad Vltavou.
Jest jednym z kilku na Szumawie dobrych punktów widokowych na Alpy, zwłaszcza w czasie inwersji termicznej. Pozwala również na ogarnięcie panoramy części Zbiornika Lipnowskiego i jest w tym zakresie jednym z lepszych punktów. Na polanie stoi chata "Orlí Hnízdo". W kompleksie jej zabudowań znajdują się elementy niedokończonego obserwatorium astronomicznego (jedna z dróg prowadzących na polanę nosi nazwę "Hvězdařska cesta"). 
Na polanę prowadzą szlaki turystyczne z Lipna i Frymburka:  żółty i  niebieski. W pobliżu znajduje się ścieżka koronami drzew. 